# Cyril Shaps
Cyril Leonard Shaps (ur. 13 października 1923 w Londynie, zm. 1 stycznia 2003 tamże) – brytyjski aktor radiowy, telewizyjny i filmowy.

## Życiorys
Cyril urodził się w londyńskiej dzielnicy East End 13 października 1923 roku. Jego rodzina miała pochodzenie polsko-żydowskie. Ojciec Cyrila był z zawodu krawcem. Karierę jako aktor radiowy rozpoczął w wieku 12 lat, użyczając głosu reklamom radiowym w London School of Broadcasting. Cyril uczył się w Royal Academy of Dramatic Art, a następnie przez dwa lata pracował jako spiker, producent i scenarzysta dla Radio Nederland Wereldomroep.
Cyril Leonard Shaps zmarł 1 stycznia 2003 roku w wieku 79 lat w londyńskiej dzielnicy Harrow.

## Życie prywatne
W 1950 roku Cyril Shaps wziął ślub z Anitą. Ich związek małżeński trwał do jej śmierci w 2002 roku. Mieli dwóch synów, Matthew i Simona, oraz córkę Sarah.

## Filmografia

### Filmy
- 1955: Three Empty Rooms jako dr Ferrara
- 1957: Interpol jako Strażnik
  - Miracle in Soho jako pan Swoboda
- 1958: Violent Playground jako Fryzjer
  - Cichy wróg jako Miguel
  - The Man Who Sold Death jako Grubbe
  - Passport to Shame jako Willie
- 1959: S.O.S. na Pacyfiku jako Louis
- 1960: Follow That Horse! jako dr Spiegel
  - The Boy Who Stole a Million jako urzędnik skarbowy
  - Garaż śmierci jako Cypryjczyk
- 1961: The Terror of the Tongs
  - Return of a Stranger jako Homer Trent
- 1962: Hotel Paradiso jako Boniface
- 1963: Mały światek Sammy Lee jako Maurice 'Morrie' Bellman
- 1965: The Little Ones jako urzędnik ochrony praw dziecka
- 1966: Rasputin: Szalony zakonnik jako Foxy Face
- 1967: Nauczyciel z przedmieścia jako pan Pinkus
- 1969: Cudzymi rękoma jako detektyw w NRD
- 1970: List na Kreml jako lekarz policyjny
- 1972: Our Miss Fred jako doktor
- 1974: Who Killed Lamb? jako pan Lavender
- 1975: Operation Daybreak jako ojciec Petrek
- 1977: Szpieg, który mnie kochał jako dr Bechmann
- 1978: Saturday, Sunday, Monday jako Cariello
- 1979: Ekspres pod lawiną jako Sedov
  - Przypadkowa ekspedycja jako dr Zimmerman
- 1989: Shalom Joan Collins jako Felix
  - Eryk wiking jako rzeźbiarz Gisli
- 1991: Sherlock Holmes and the Leading Lady jako Cesarz Franciszek Józef
- 1994: Szaleństwo króla Jerzego jako Pepys
- 1996: Podróże Guliwera jako szalony starzec
- 1998: Guwernantka jako lekarz
- 1999: Obywatel Welles jako jubiler
  - Szymon Mag jako Chaim
  - Potajemny ślub jako Canton
  - Zaginiony syn jako pan Spitz
- Solomon i Gaenor jako Ephraim
  - Koniec romansu jako kelner
- 2000: Człowiek, który płakał jako starszy człowiek w sklepie
- 2002: Bądźmy poważni na serio jako kościelny
  - Pianista jako pan Grün rozmawiający z ojcem Szpilmana na Umschlagplatzu

### Seriale
- 1955: ITV Television Playhouse jako oficer medyczny
  - Quatermass II jako asystent kontroli
- 1956: Nom-de-Plume jako Henri
- 1957: English Family Robinson
- 1961: Supercar jako Prof. Rudolph Popkiss (1961–1962)
- 1964: Artists' Notebooks jako Leonardo da Vinci
- 1965: BBC Play of the Month jako Feers, Herbin i Joel Brand
  - The Mask of Janus jako Hamil
- 1967: Never Mind the Quality, Feel the Width jako Rabin Levy
- 1973: Jack the Ripper jako dr Thomas Dutton
  - Odsiadka jako Jackdaw
- 1974: QB VII jako Uri Lehrer
- 1975: A Legacy jako dziadek Merz
- 1976: Second Verdict jako Henri Desire Landru
- 1977: Jezus z Nazaretu jako ojciec opętanego chłopca
- 1978: Holocaust jako Weinberg
- 1981: Private Schulz jako Solly
- 1984: The Invisible Man jako Landlord
- 1985: Theatre Night jako zarządca Simon
- 1989: Blackeyes jako patolog
- 1991: Dark Season jako Mr. Polzinski
- 1998: Nasz wspólny przyjaciel jako pan Riah
- 2000: Sherlock Holmes: Mroczne początki jako wielebny Smoot
  - Anna Karenina jako ksiądz na weselu